# Donačka Gora
Der Donačka Gora oder auch Donatiberg ist ein Berg mit einer Höhe von 882 m ü. A. in den östlichsten Karawanken in der Untersteiermark. Der Berg wurde nach der Kirche des Heiligen Donatus benannt. Früher hieß der Berg auch Rogaška gora, wurde aber umbenannt, da die Kirche, die ursprünglich an einem anderen Ort stand, 1740 von einem Blitz getroffen wurde und abbrannte. Diese wurde dann am heutigen Standort neu errichtet.
Besonders auffallend am Berg ist der von Osten nach Westen verlaufende Kamm. Von seinem Westgipfel ist der Boč zu sehen. Ein weiterer Nachbarberg ist der Konjiška gora. Um den Donačka Gora gibt es ein 27 ha großes Naturschutzgebiet, das als Buchenurwald bereits seit 1965 unter Schutz steht.
Das Gebiet ist für seine spezielle Pflanzenwelt bekannt. Schon 1885 beschrieb der Ornithologe und Forstwirt Otmar Reiser die Bäume der Gegend. Nur hier wächst der von Vinko Strgar 1971 beschriebene endemische Juvan-Hauswurz (Strgar) C.Favarger & J.Parn. Auf der Nordseite findet man Hirschzungenfarn, Fichten, Geißbärte, Alpen-Goldregen (Laburnum alpinum) und viele andere Pflanzen. Auf der Südseite findet man eher Edelkastanie und Zerreiche.